# Дадлея
Дадлея (лат. Dudleya) — род суккулентных растений семейства Толстянковые (Crassulaceae) произрастающий на территории Юго-Западной части США и Северо-Западой части Мексики.
Род получивший широкое распространение благодаря сближению интересов коллекционеров суккулентов, любителей местных растений и садоводов, использующих представителей данного рода для декоративных целей. Однако, в дикой природе многие виды Дудлеи находятся под угрозой из-за освоения земель и браконьерства. Растения перевозятся в Восточную Азию, в особенности в Южную Корею. Борьба с этим преследуется с помощью программ размножения и законов о защите, предлагаемых защитниками природы, питомниками и правительствами.

## Название
Родовое латинское название Dudleya дано в честь американского ботаника Уильяма Рассела Дадли (англ. William Russel Dudley, 1849–1911), первого заведующего кафедрой ботаники Стэнфордского университета.

## Ботаническое описание

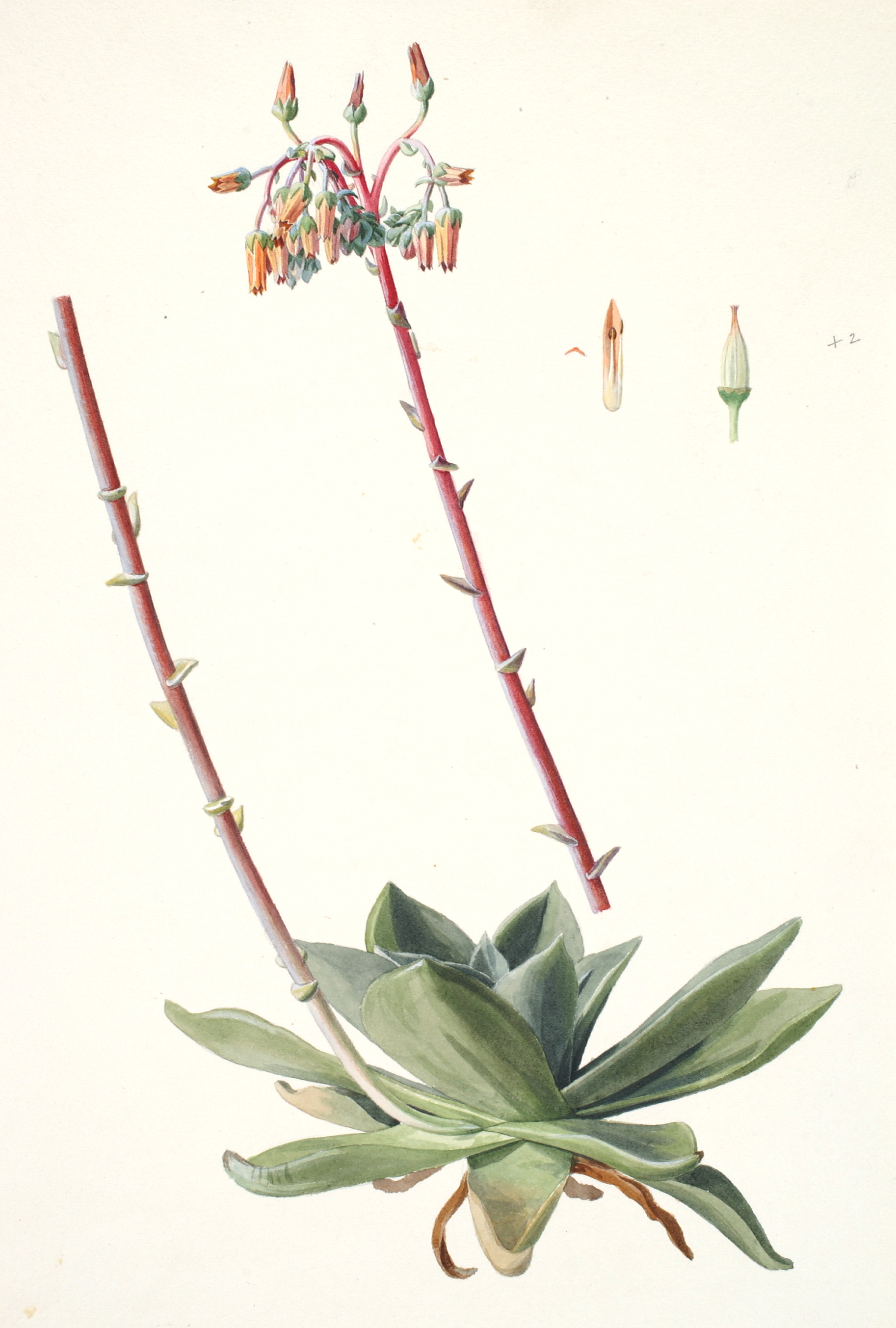
Ботаническая иллюстрация Dudleya nubigena

Представители рода — многолетние растения. Стебли могут быть надземными (каудекс) или подземными (клубнелуковицы), прямостоячими, простыми или двуветвистыми, иногда с боковыми вегетативными ветвями; цветочные стебли однолетние, растут из пазух листьев розетки, простыми или разветвленными.
Листья увядающие в начале лета, покрывающие каудекс в течение многих лет, имеют различные формы. Они плотно собраны в прикорневой или верхушечной розетке, имеют форму от линейной до округлой, длиной от 0,2 до 30 см.
Соцветия боковые с пятичленными цветоножками. Цветки без запаха, прямостоячие или поникающие, с чашелистиками, соединенными в основании. Лепестки прямостоячие или расходящиеся от середины, белые, желтые, оранжевые или красные. Тычинок 10. Пестики прямостоячие или восходящие, почти отчетливые. Основание завязи округлое. Плоды прямостоячие или раскидистые, семена узкояйцевидные, продольно-ребристые и тонко-поперечно-ребристые.
Число хромосом равно 17.

## Распространение
Природный ареал — Юго-Западная часть США (Аризона, Калифорния, Невада, Орегон, Юта) и Северо-Западная часть Мексики.

## Применение
Сообщается, что некоторые виды, такие как Dudleya edulis, раньше употреблялись в пищу коренными американцами.
Представители рода пользуются большой популярностью в садоводстве из-за своей привлекательности, вне зависимости от того, что они обычно считаются довольно сложными для выращивания. Несмотря на это, некоторые из них достаточно просты для выращивания и даже могут быть найдены в калифорнийских садах камней.

## Таксономия
Dudleya Britton & Rose, первое упоминание в Bull. New York Bot. Gard. 3: 12 (1903).

### Синонимы
Гетеротипные (основанные на разных номенклатурных типах):
- Stylophyllum Britton & Rose (1903)

### Виды и гибриды
Подтвержденные виды по данным сайта Plants of the World Online на 2023 год:
- Dudleya abramsii Rose
- Dudleya acuminata Rose
- Dudleya albiflora Rose
- Dudleya anomala (Davidson)Moran — Дадлея аномальная
- Dudleya anthonyi Rose
- Dudleya arizonica Rose
- Dudleya attenuata (S.Watson)Moran
- Dudleya blochmaniae (Eastw.)Moran
- Dudleya brevifolia (Moran)Moran
- Dudleya brittonii Johanss.
- Dudleya caespitosa (Haw.)Britton&Rose
- Dudleya campanulata Moran
- Dudleya candelabrum Rose
- Dudleya candida Britton & Rose
- Dudleya crassifolia Dodero & M.G.Simpson
- Dudleya cultrata Rose
- Dudleya cymosa (Lem.) Britton & Rose
- Dudleya densiflora (Rose) Moran
- Dudleya edulis (Nutt.) Moran
- Dudleya farinosa (Lindl.) Britton & Rose — Дадлея мучнистая
- Dudleya formosa Moran
- Dudleya gatesii Johanss.
- Dudleya gnoma S.W.McCabe
- Dudleya greenei Rose
- Dudleya guadalupensis Moran
- Dudleya hendrixii S.McCabe & Dodero
- Dudleya ingens Rose
- Dudleya lanceolata (Nutt.) Britton & Rose
- Dudleya linearis (Greene) Britton & Rose
- Dudleya multicaulis (Rose) Moran — Дадлея многостебельная
- Dudleya nesiotica (Moran) Moran
- Dudleya nubigena (Brandegee) Britton & Rose
- Dudleya pachyphytum Moran & M.Benedict
- Dudleya palmeri (S.Watson) Britton & Rose
- Dudleya parva Rose & Davidson
- Dudleya pauciflora Rose
- Dudleya pulverulenta (Nutt.) Britton & Rose
- Dudleya rigidiflora Rose
- Dudleya rubens (Brandegee) Britton & Rose
- Dudleya saxosa (M.E.Jones) Britton & Rose
- Dudleya stolonifera Moran — Дадлея побегообразующая
- Dudleya traskiae (Rose) Moran
- Dudleya variegata (S.Watson) Moran
- Dudleya verityi K.M.Nakai
- Dudleya virens (Rose) Moran
- Dudleya viscida (S.Watson) Moran

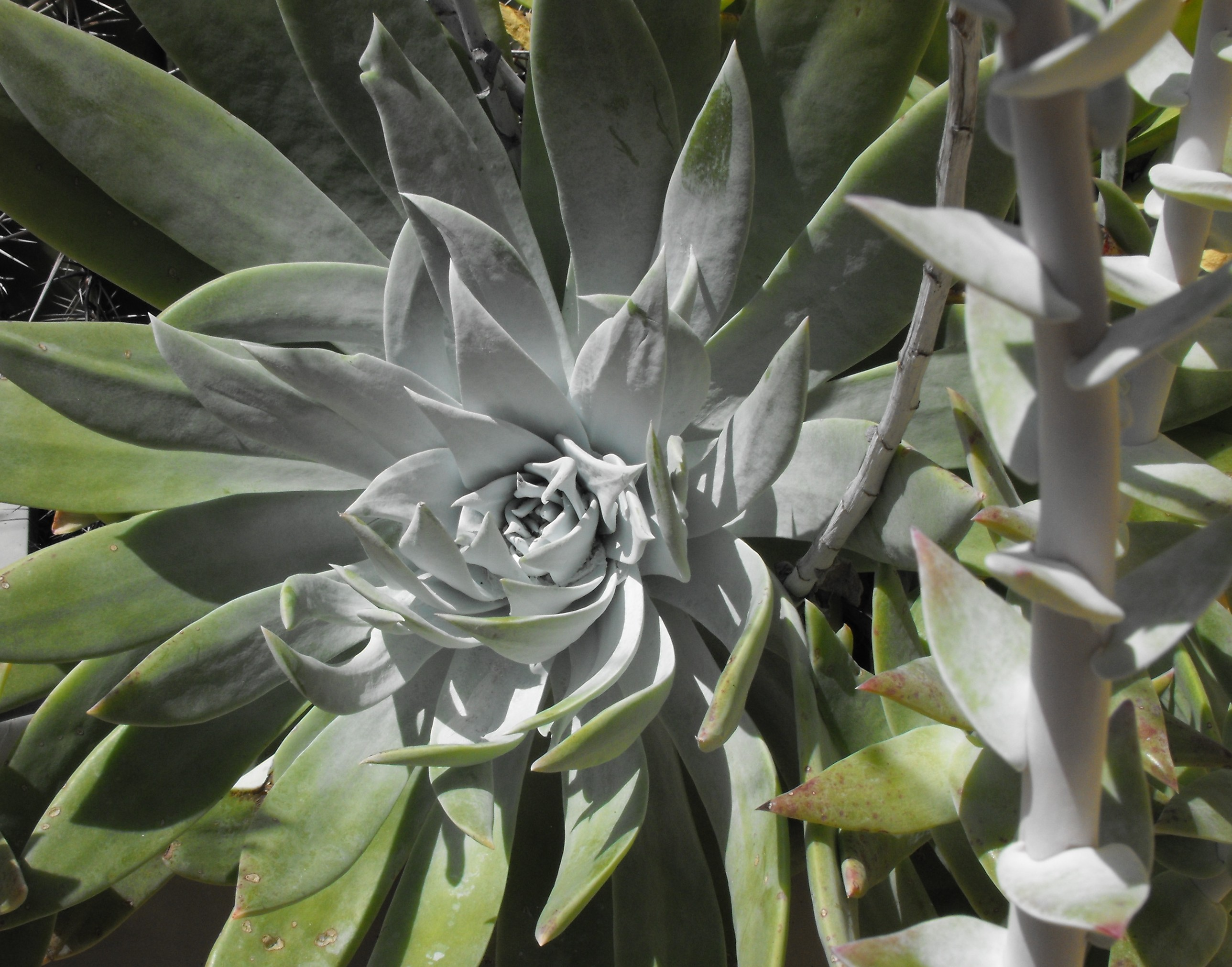
Dudleya anthonyi
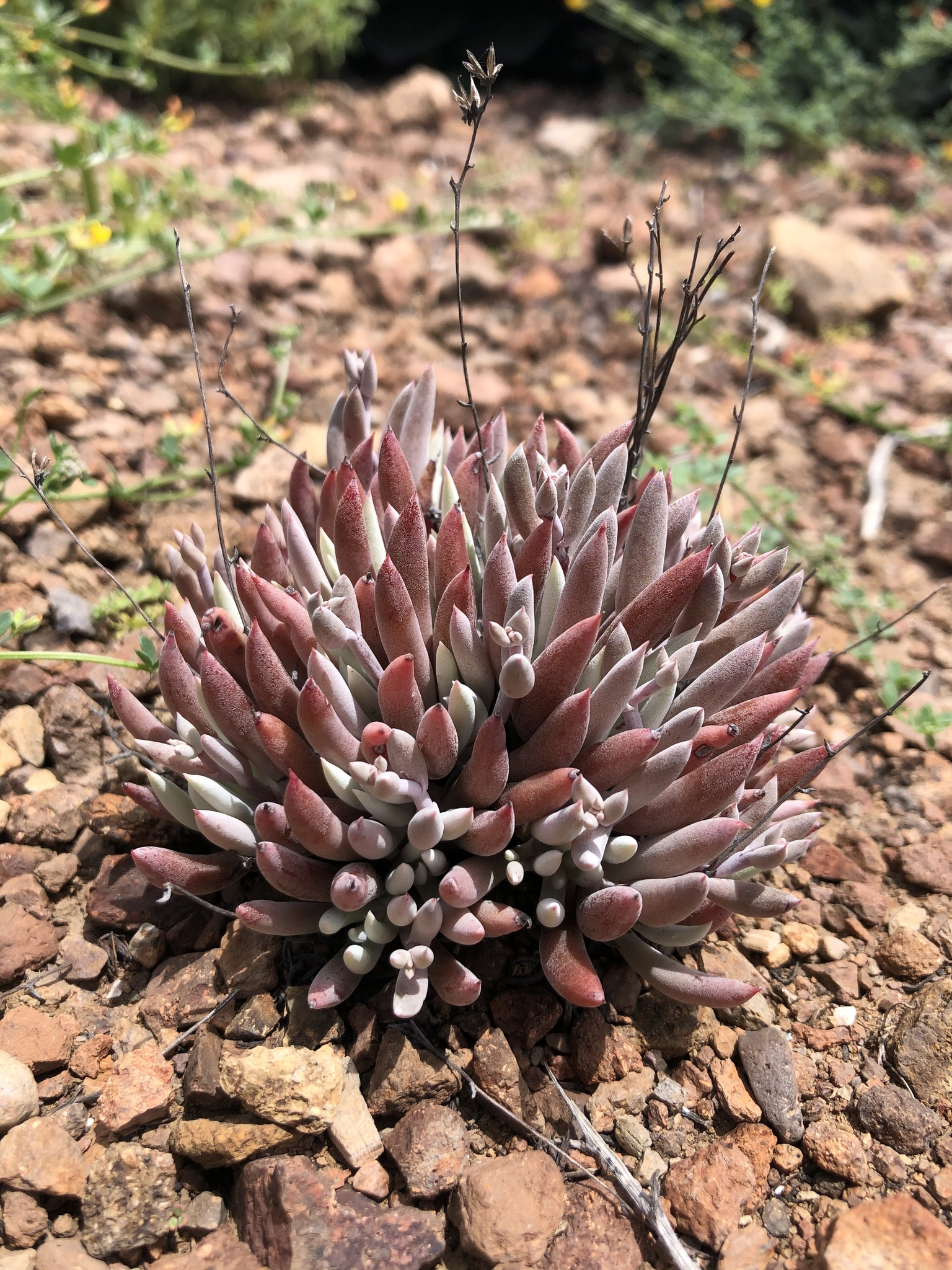
Dudleya attenuata
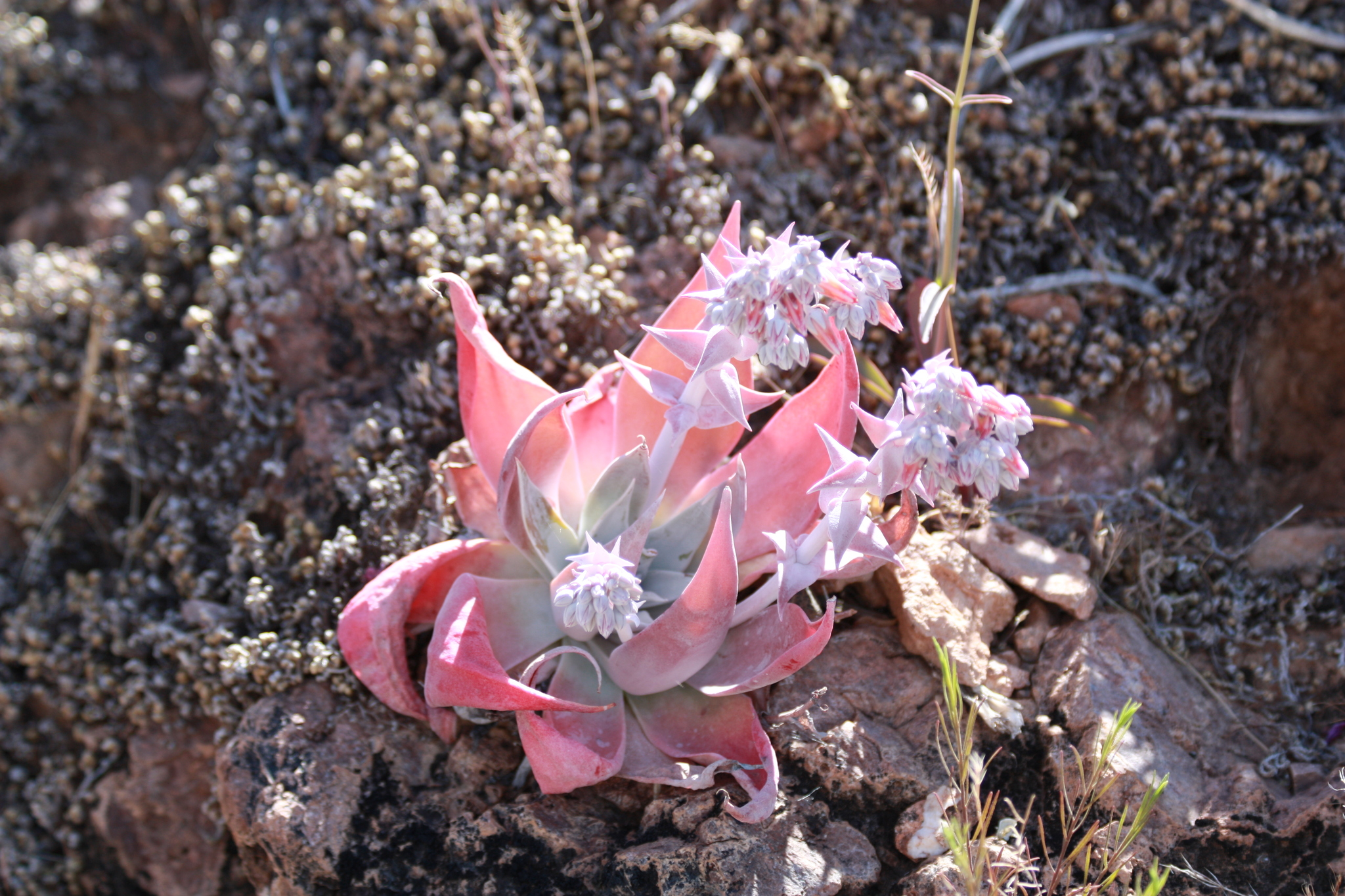
Dudleya arizonica
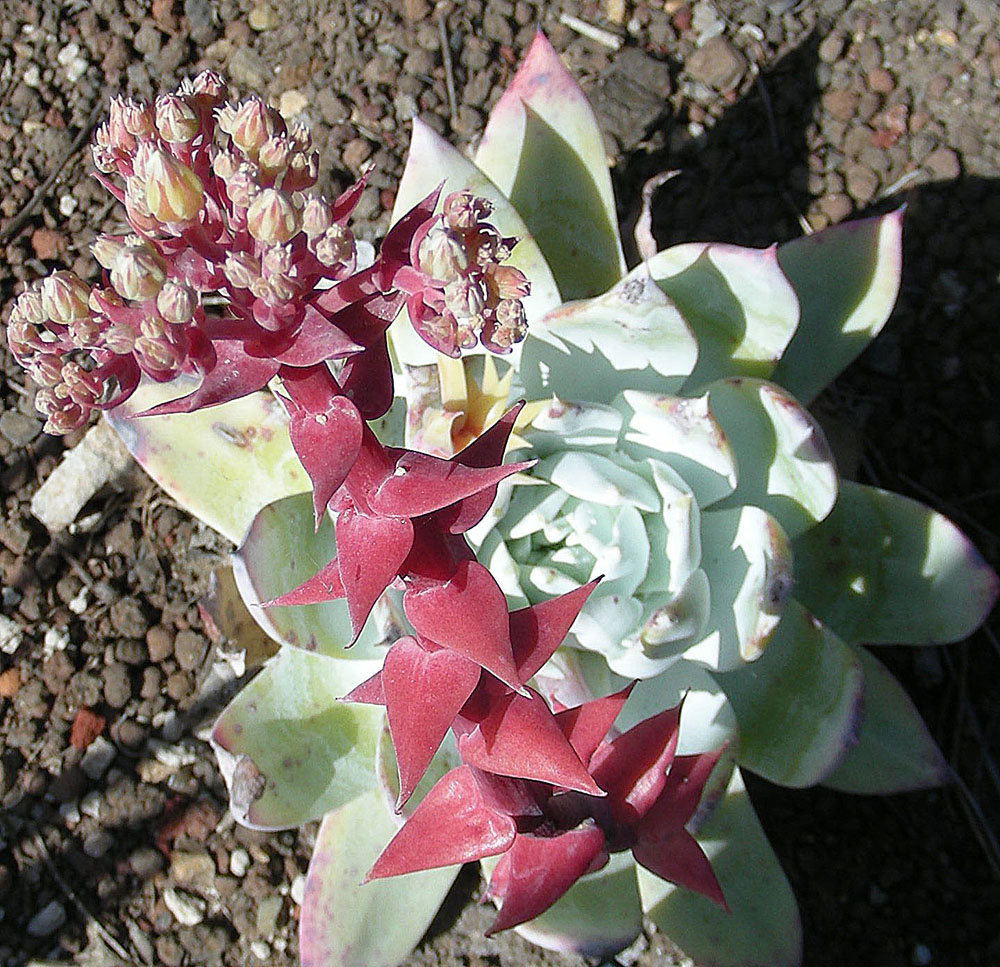
Dudleya brittonii
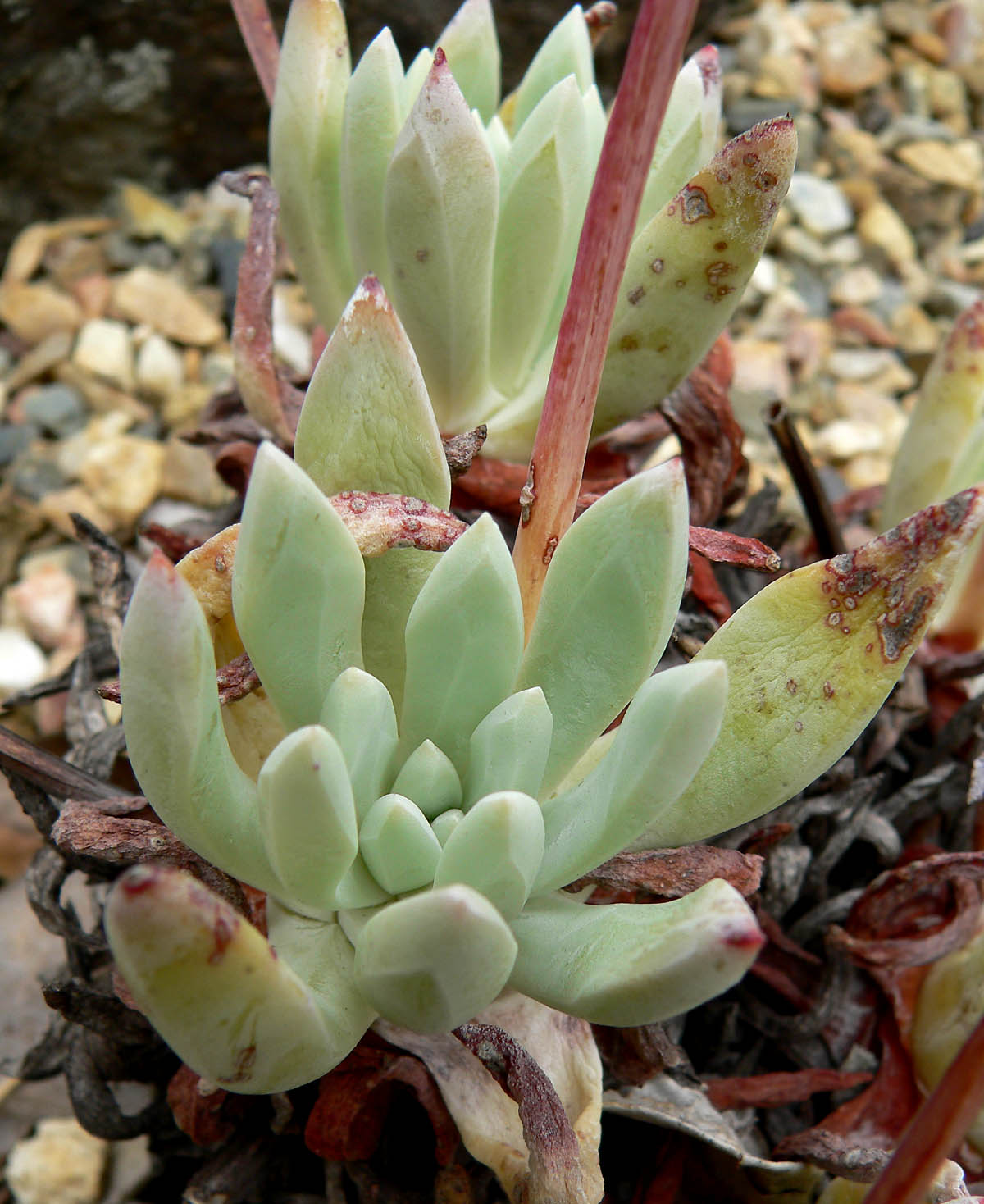
Dudleya caespitosa
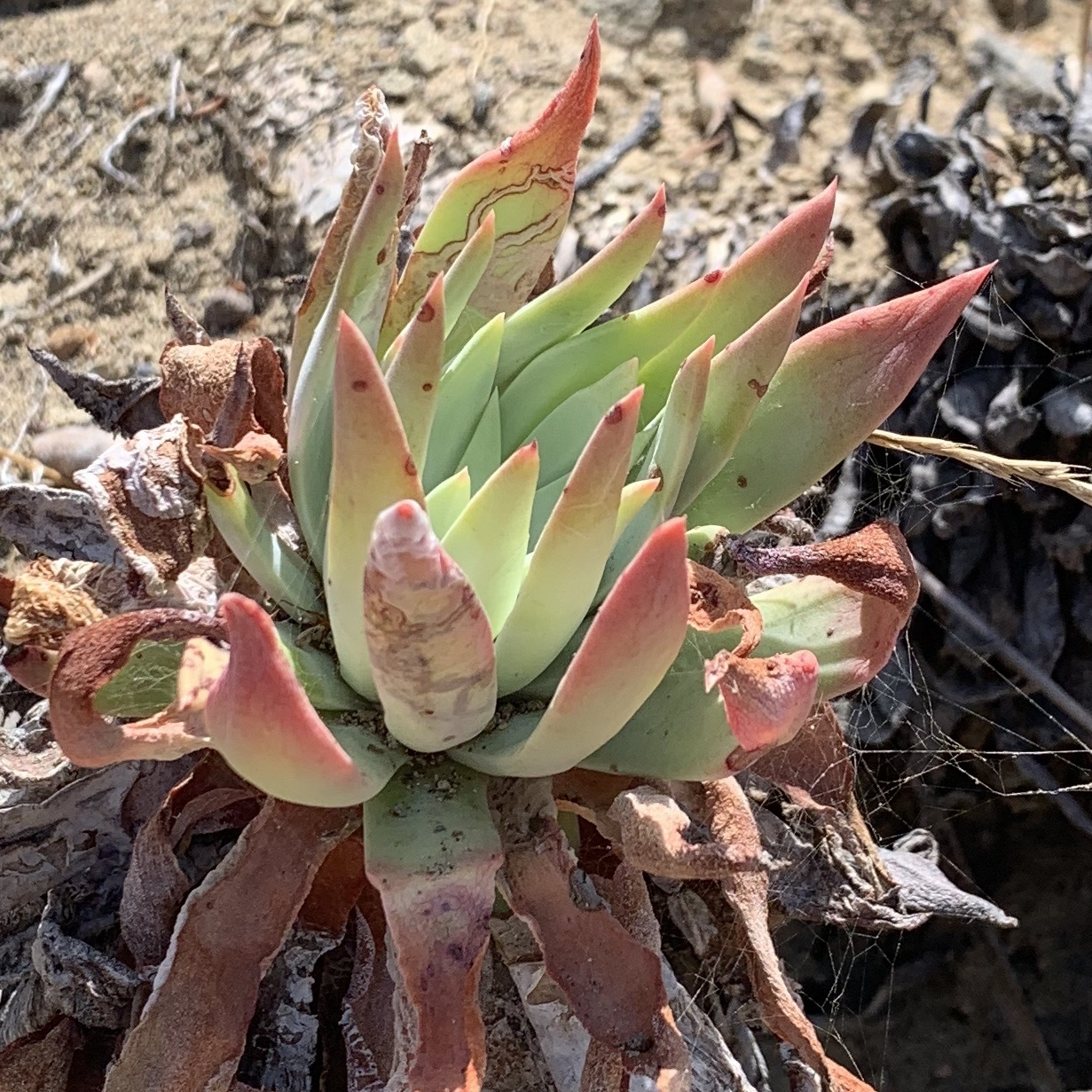
Dudleya candelabrum
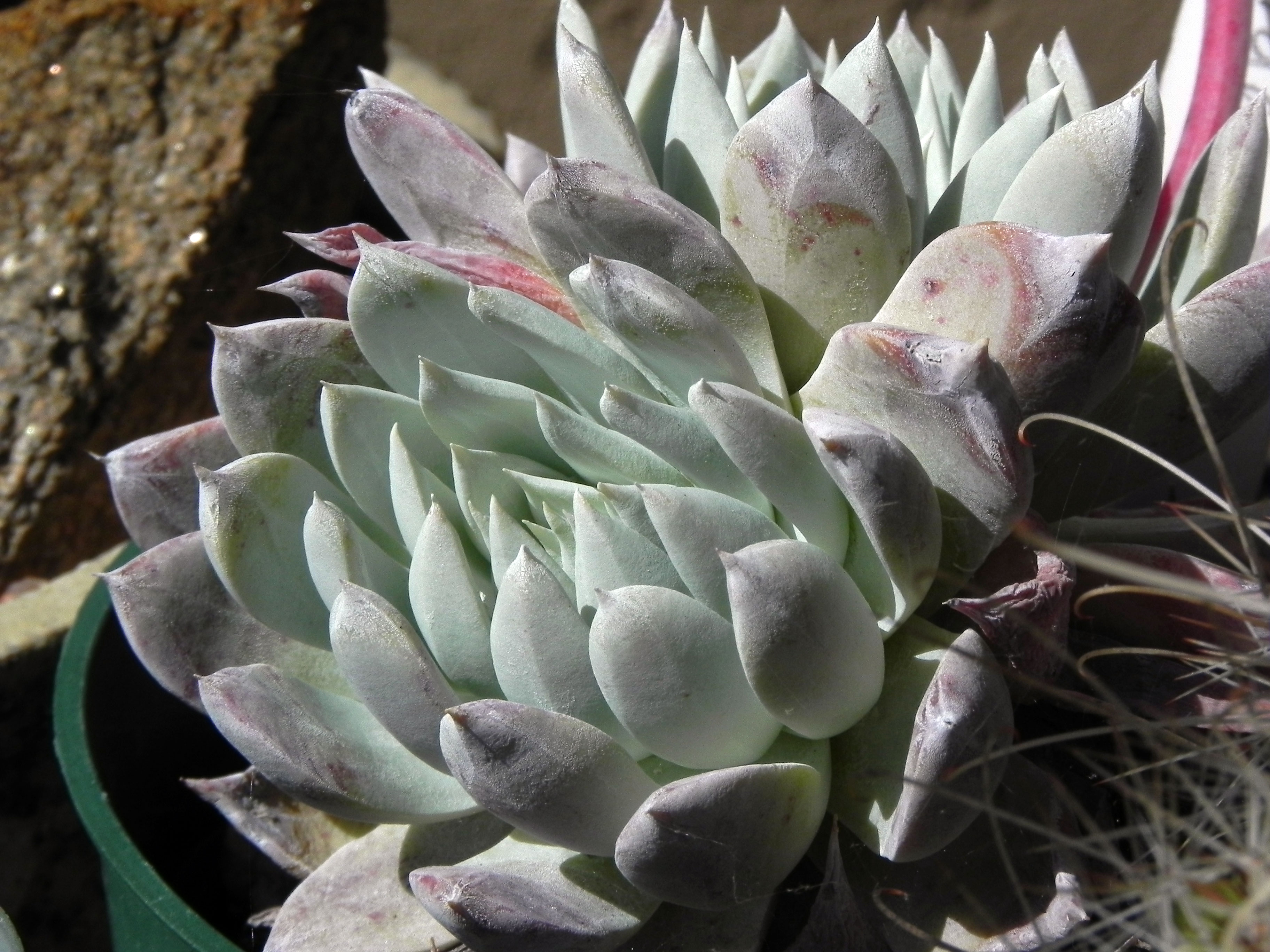
Dudleya candida
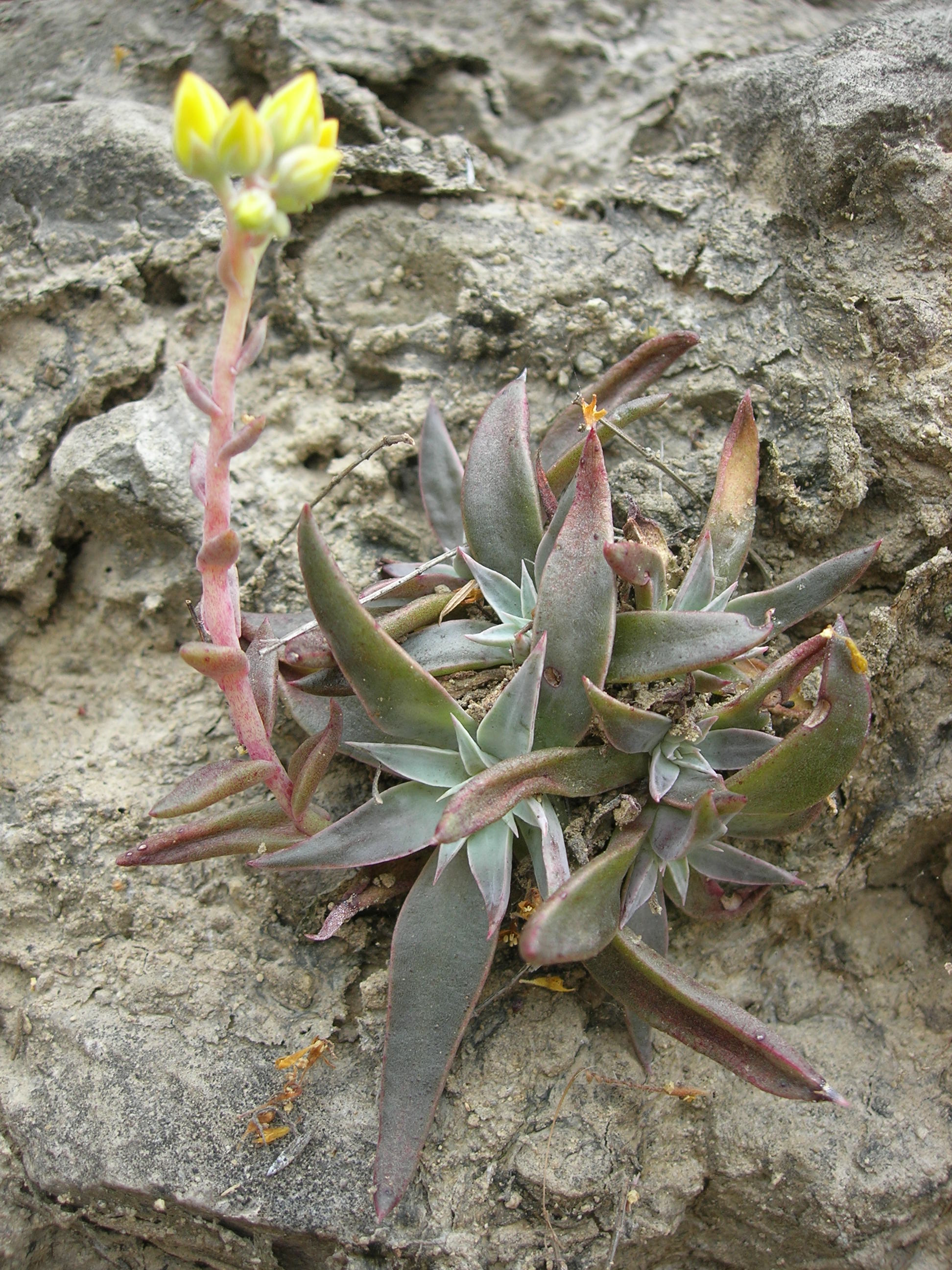
Dudleya cymosa
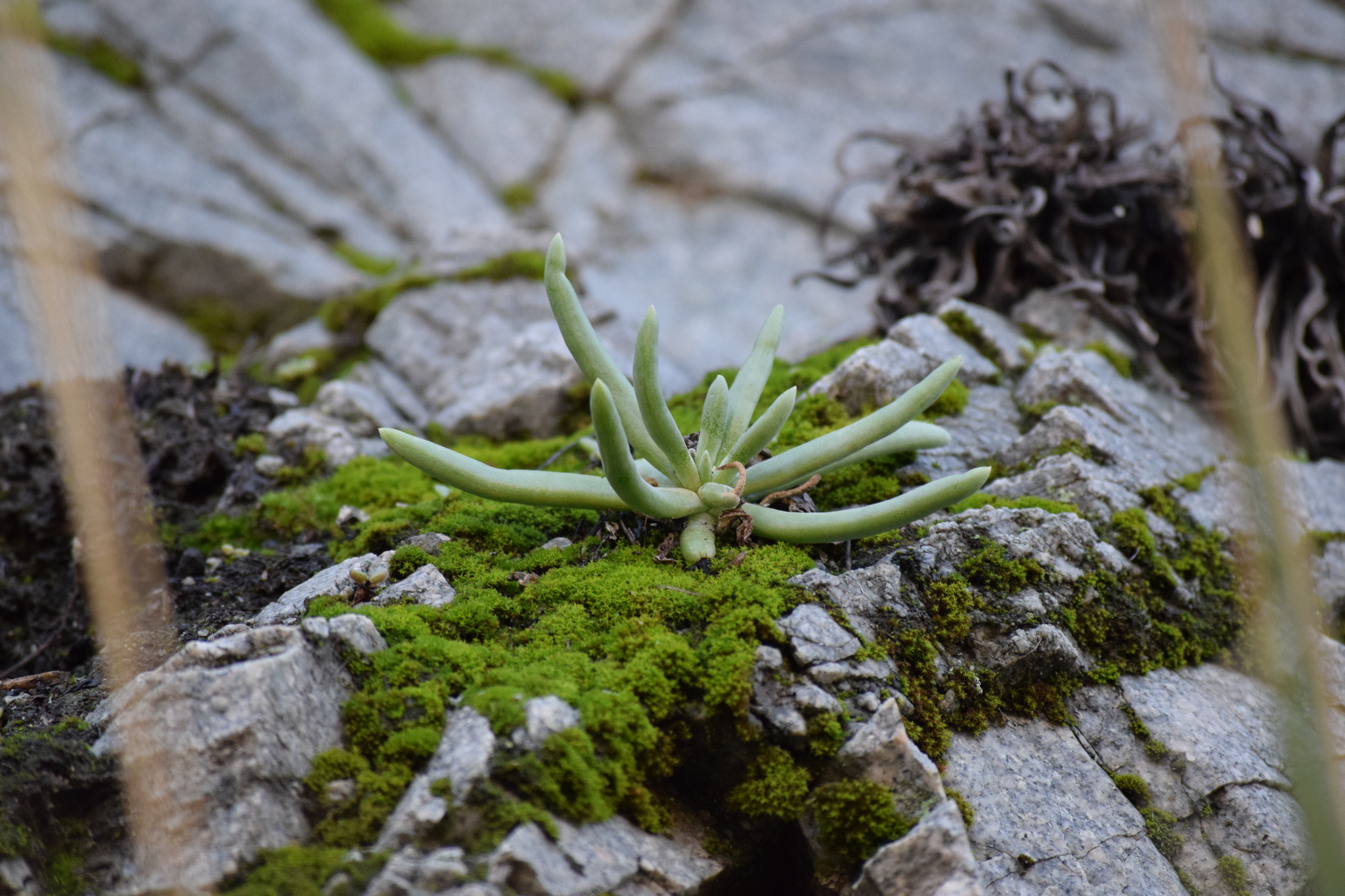
Dudleya densiflora
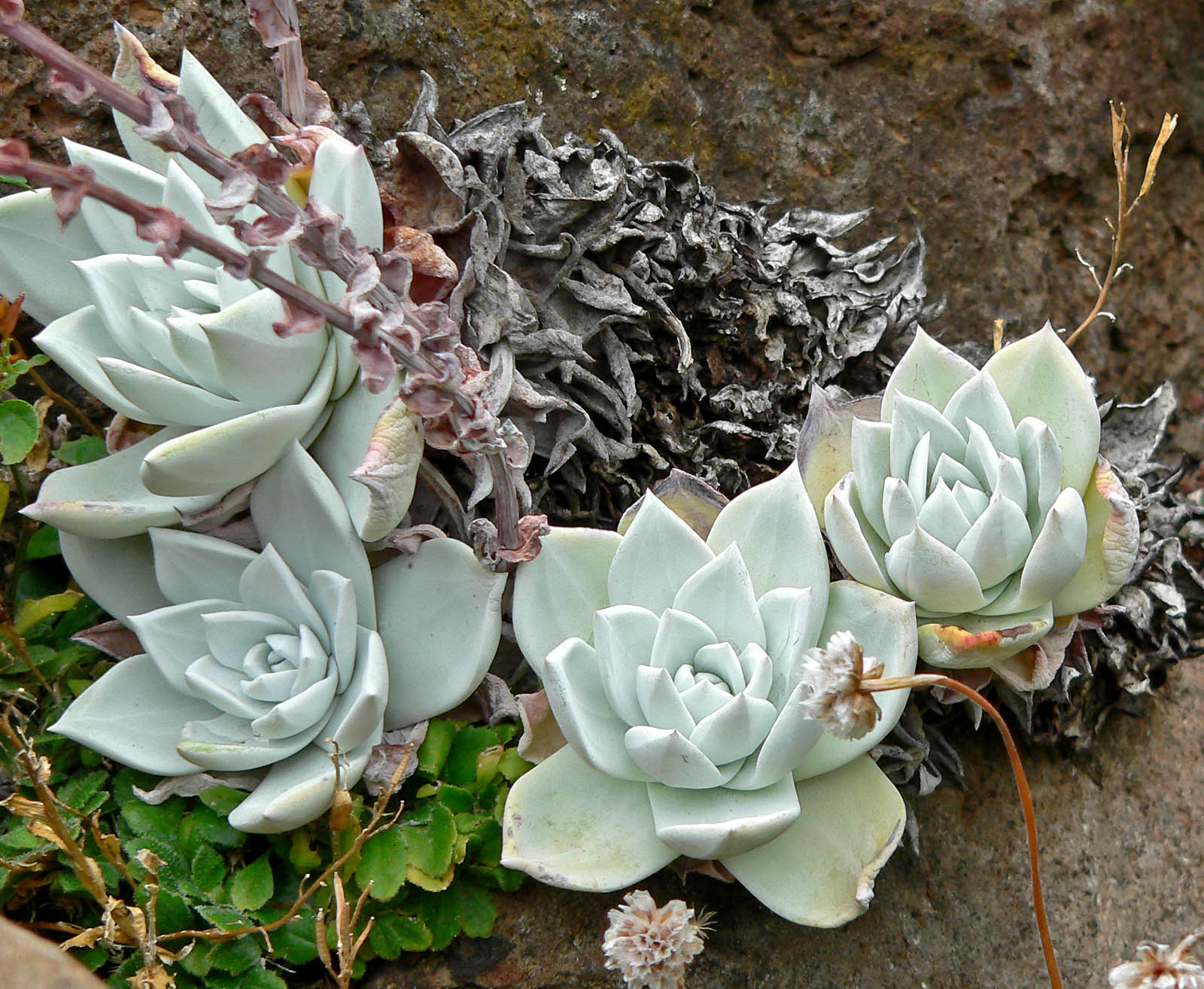
Dudleya farinosa
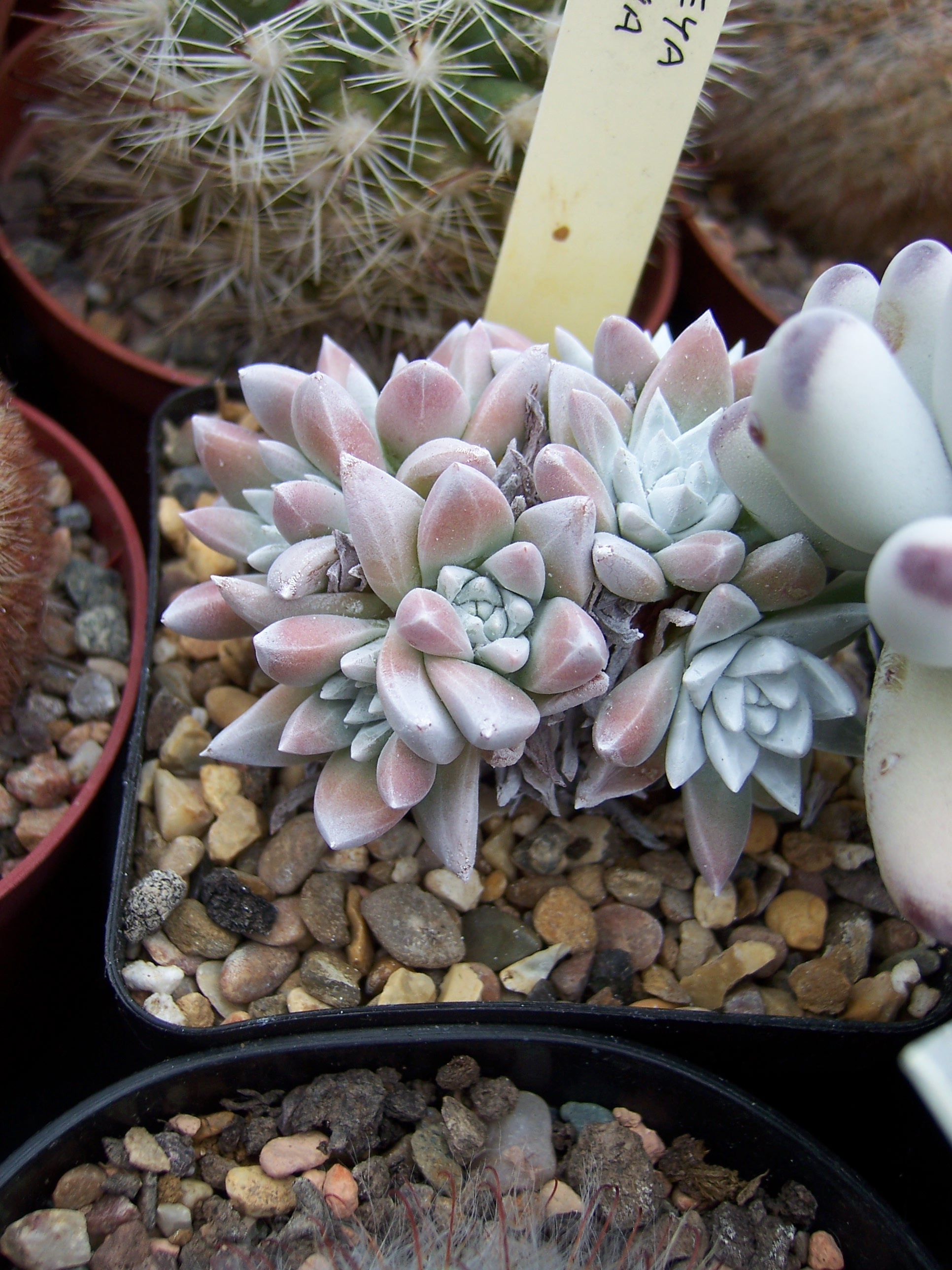
Dudleya gnoma
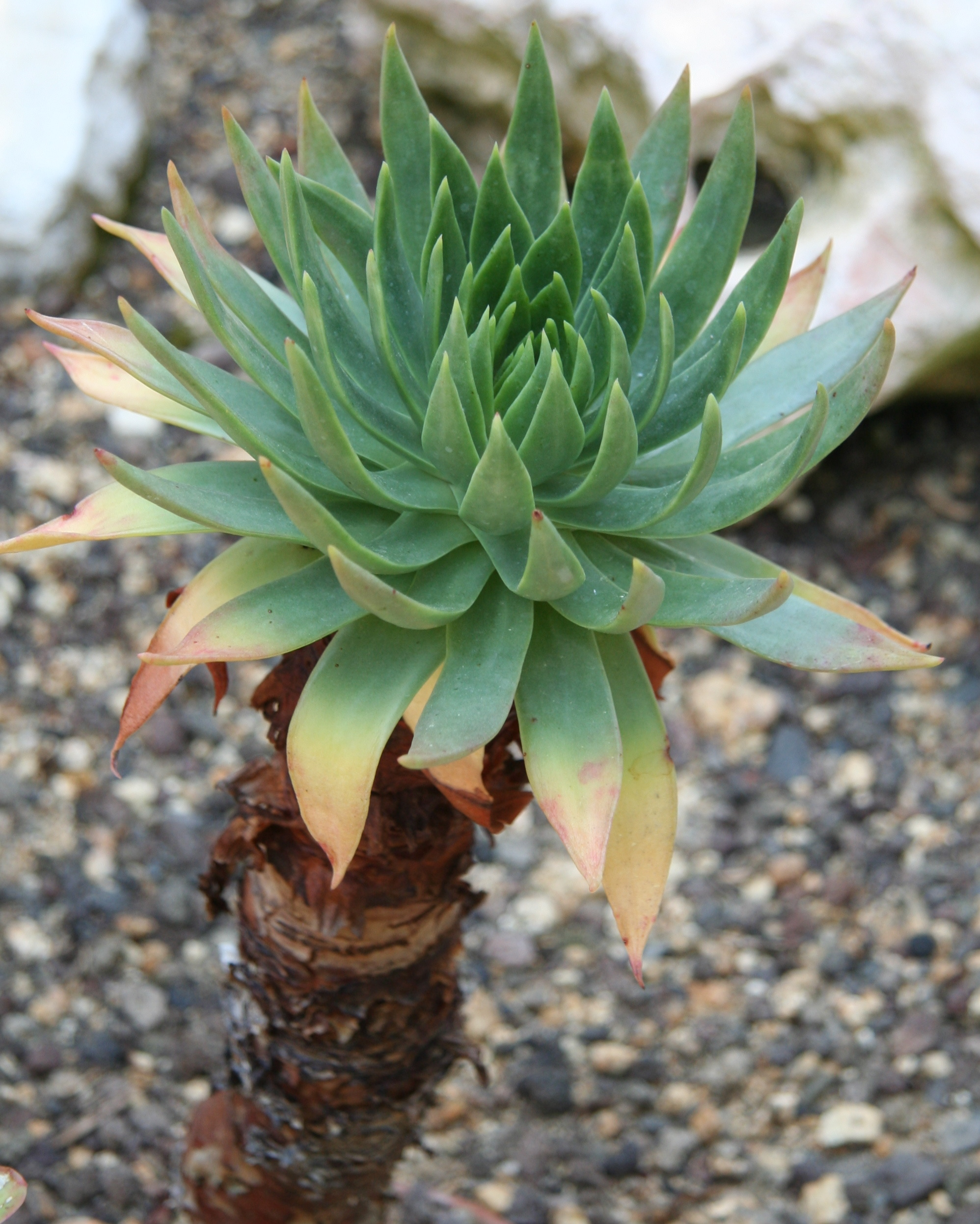
Dudleya ingens
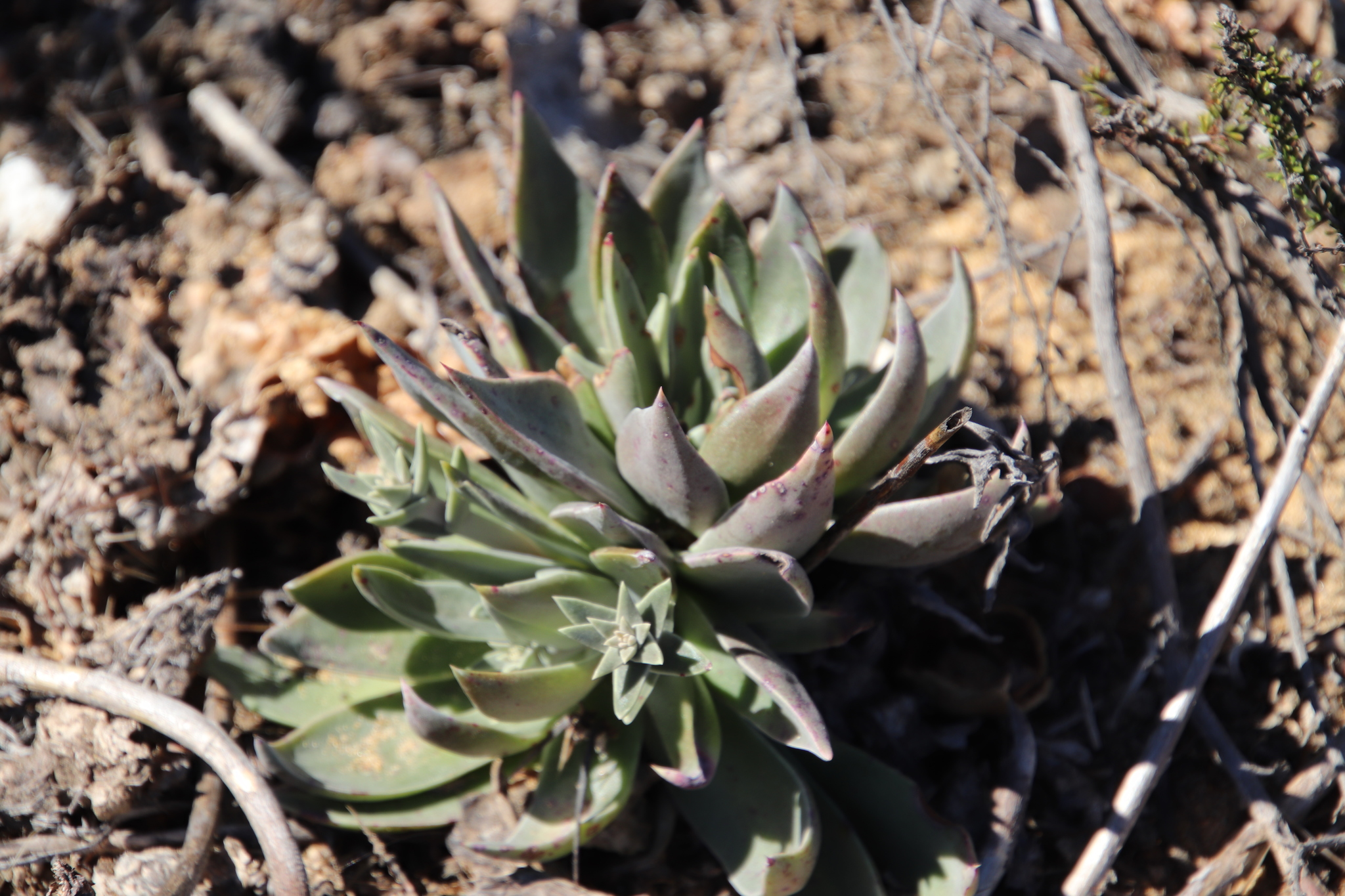
Dudleya lanceolata
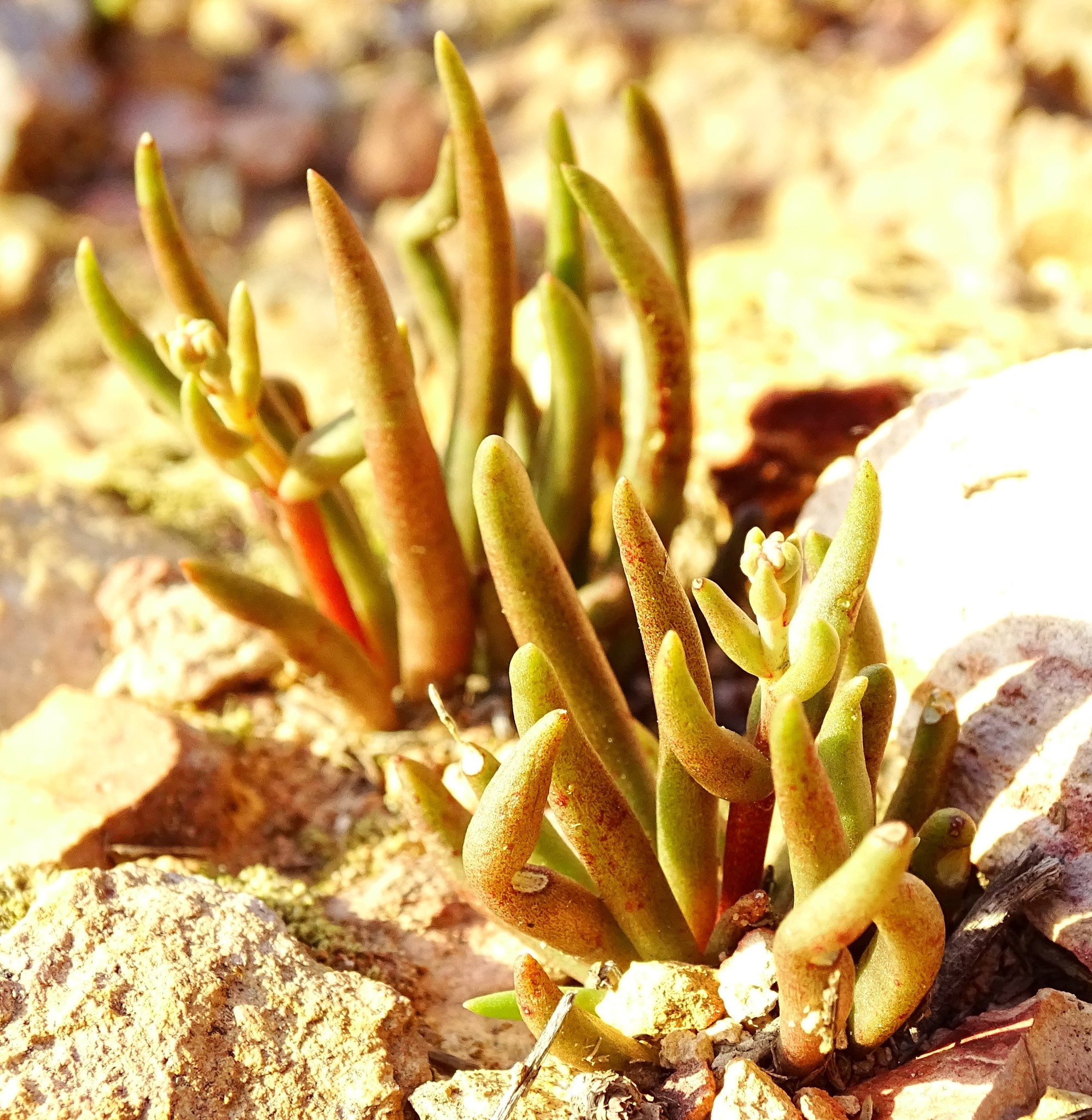
Dudleya multicaulis
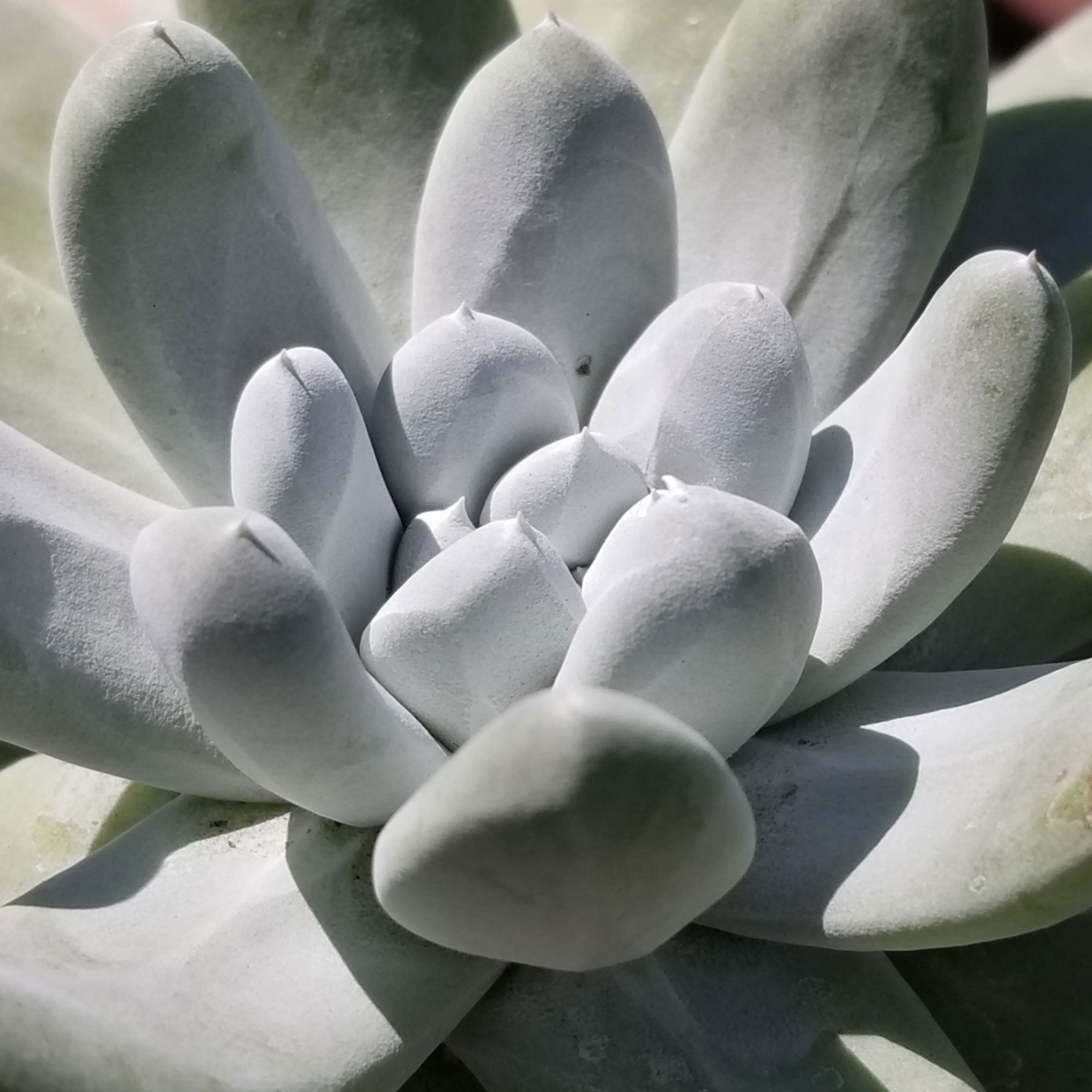
Dudleya pachyphytum
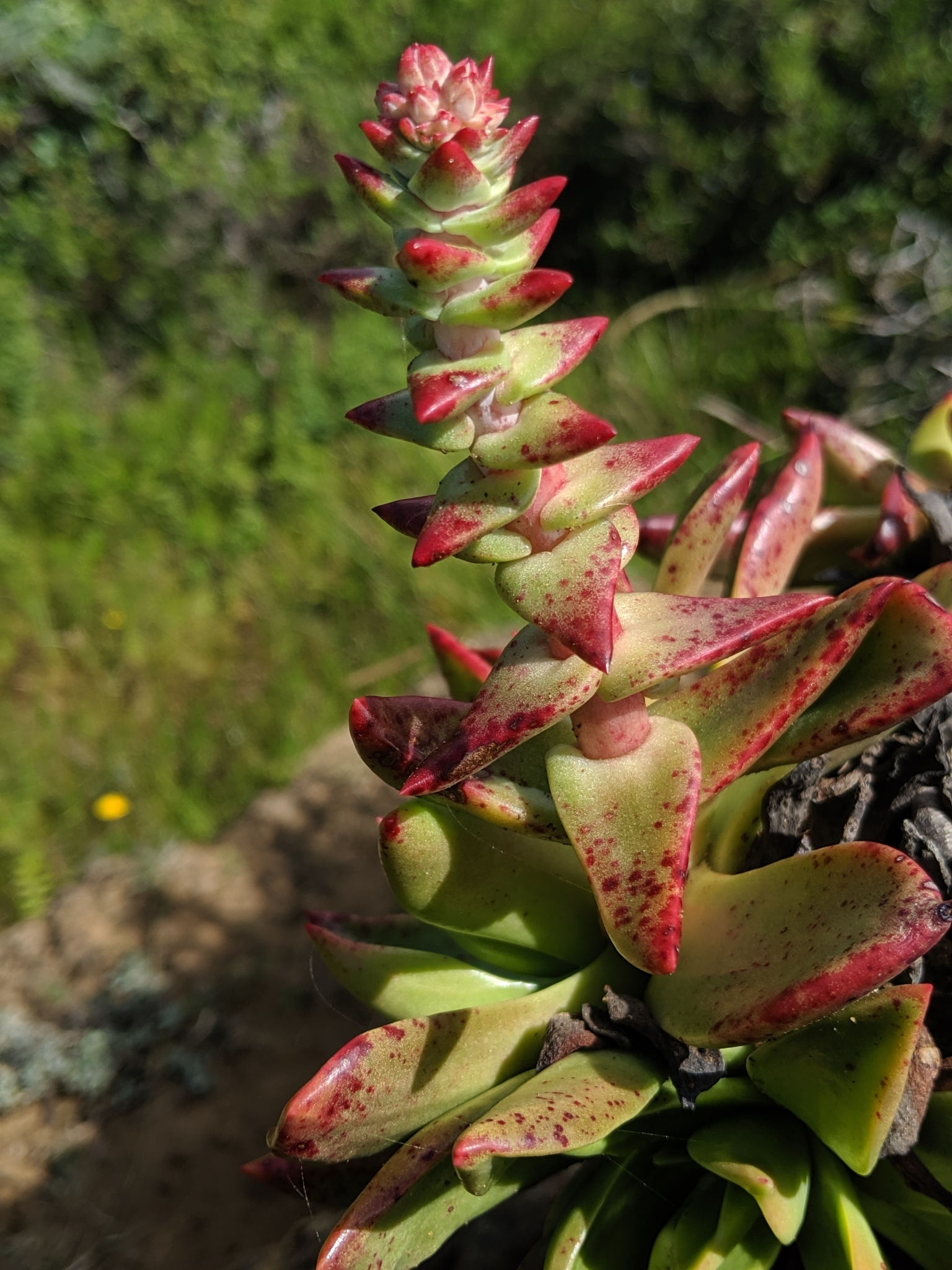
Dudleya palmeri
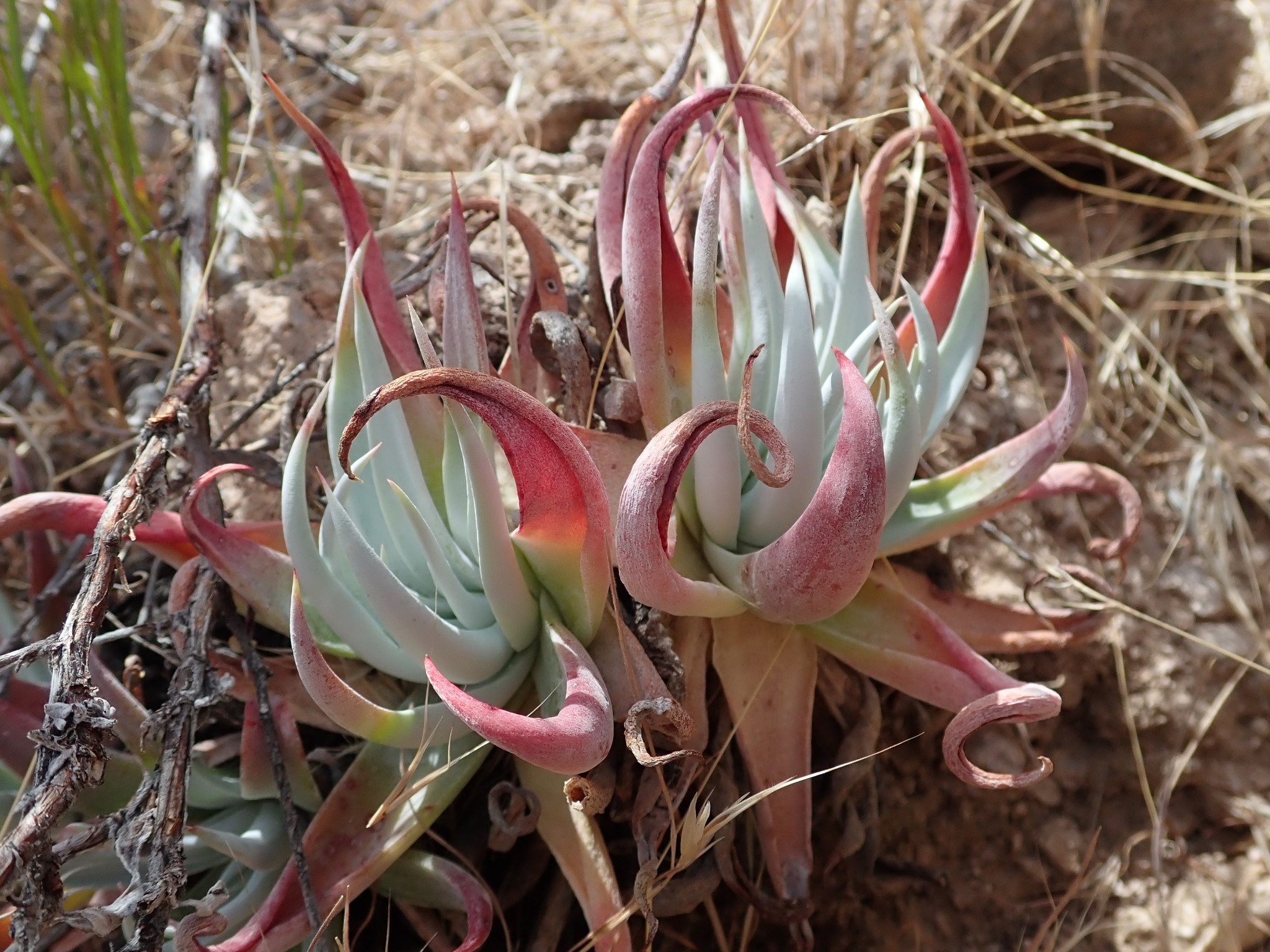
Dudleya saxosa
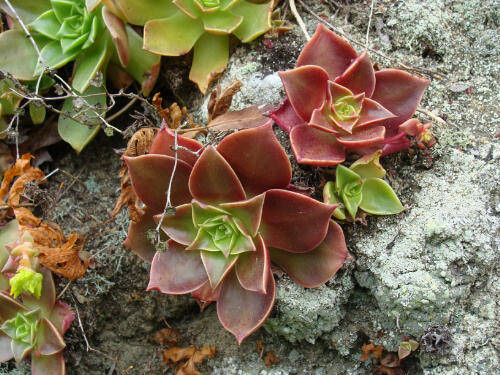
Dudleya stolonifera
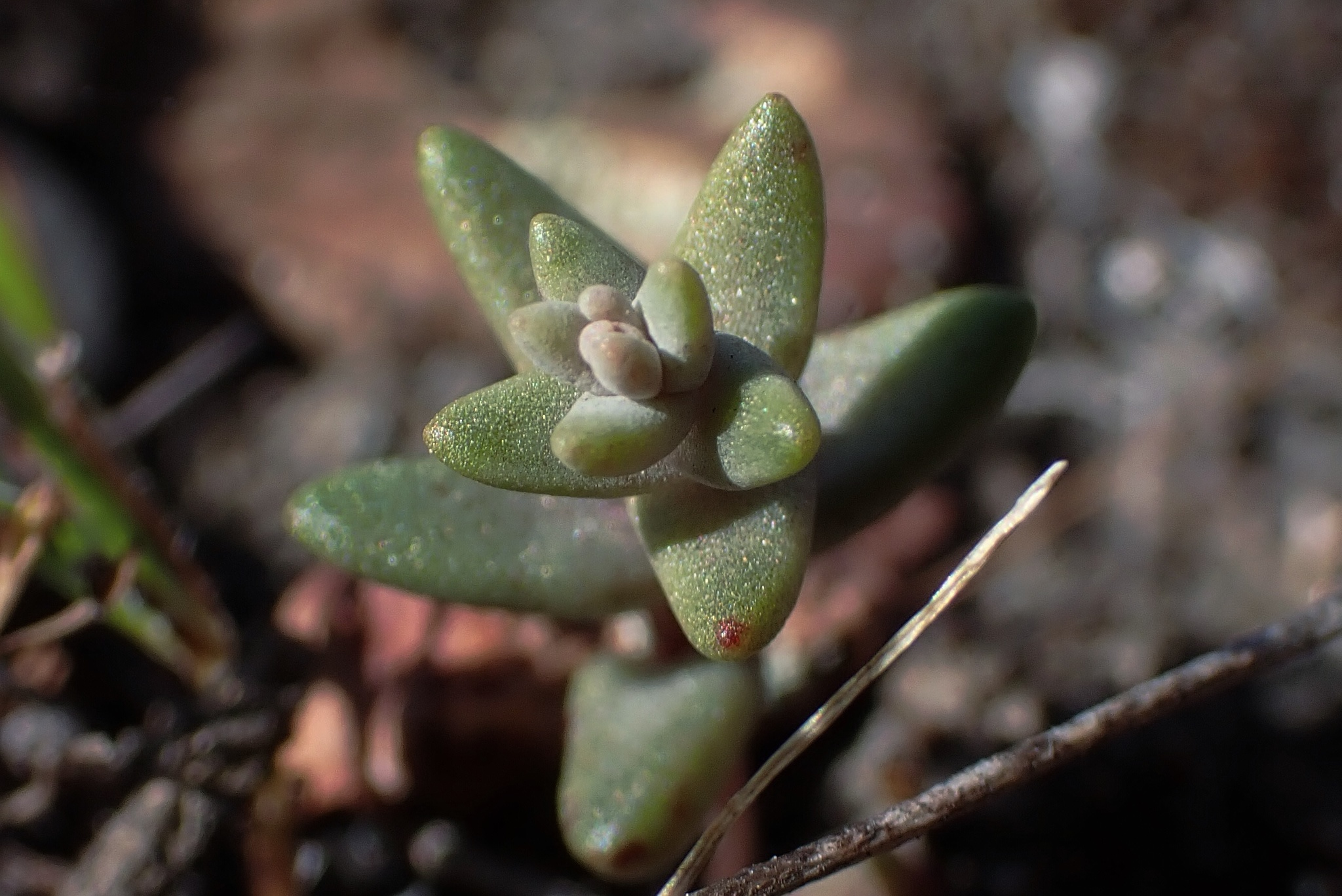
Dudleya variegata
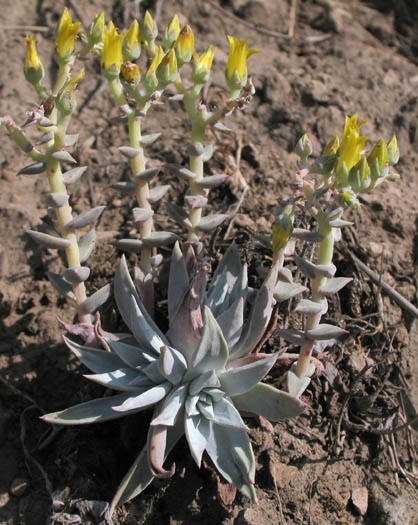
Dudleya verityi
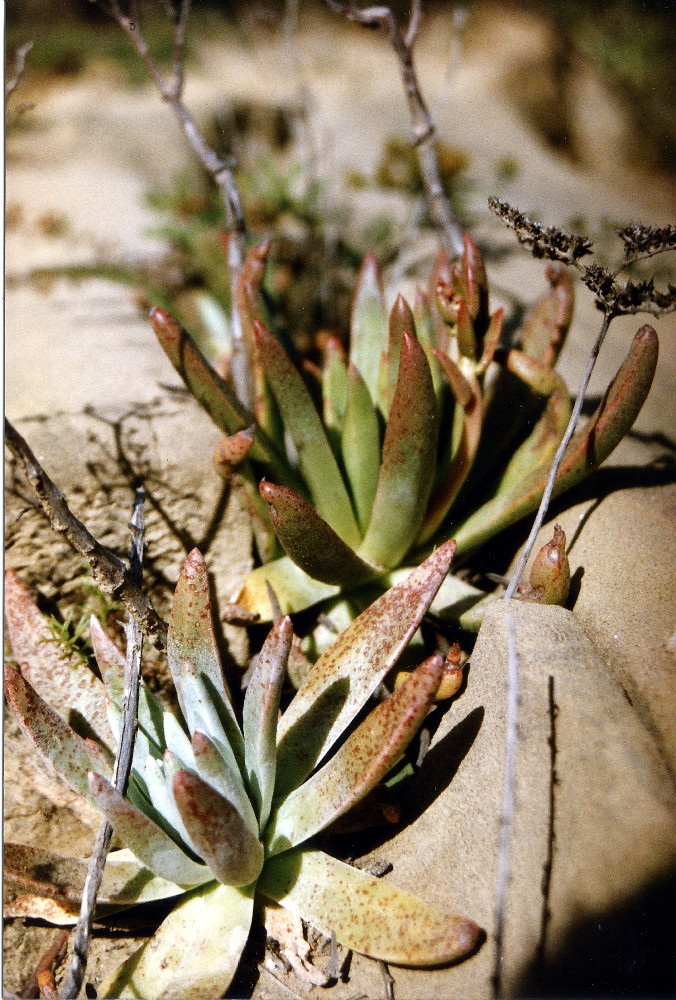
Dudleya virens
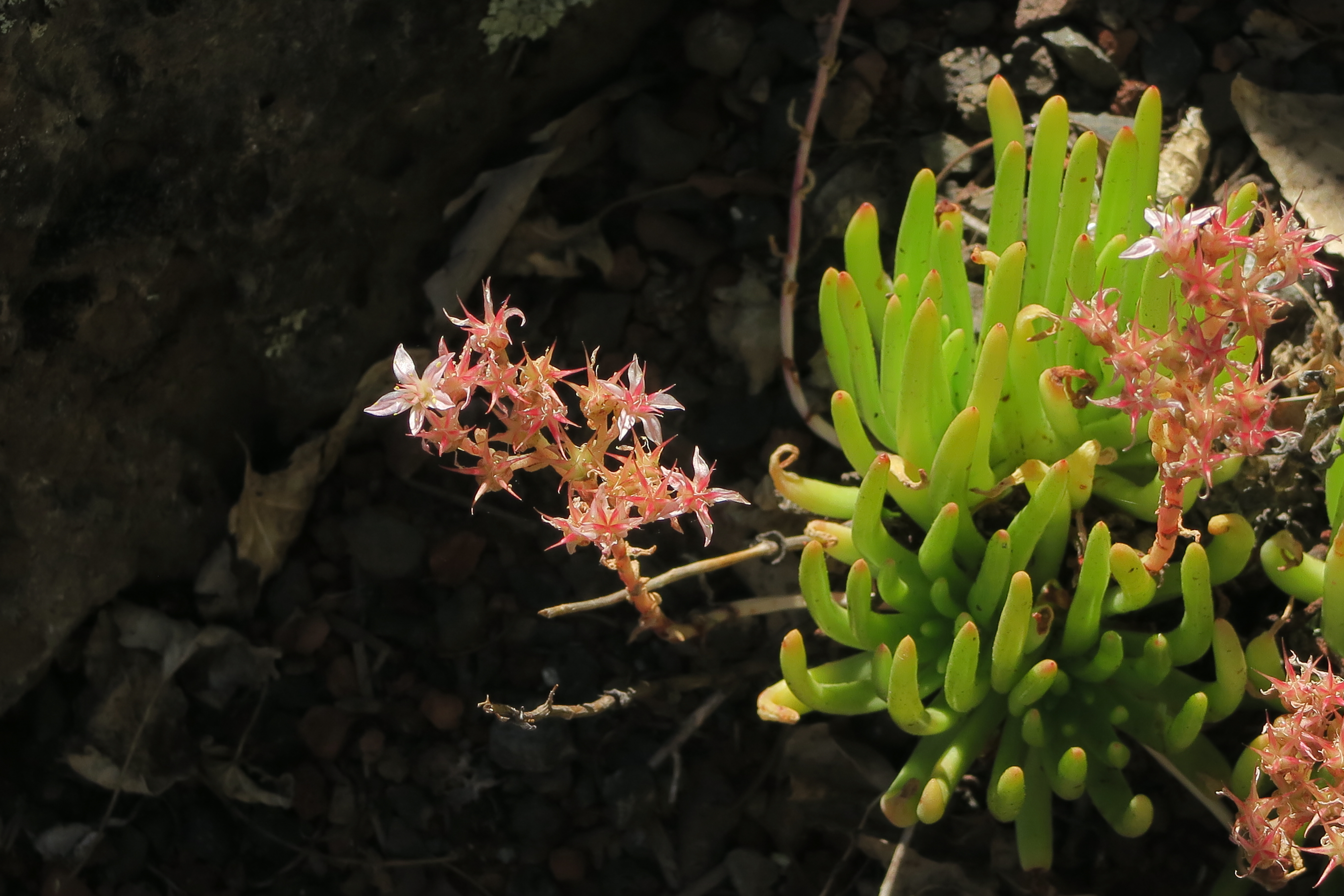
Dudleya viscida

Подтвержденные гибриды по данным сайта Plants of the World Online на 2023 год:
- Dudleya × semiteres (Rose) Moran — Dudleya attenuata subsp. orcuttii × Dudleya brittonii